# Don't Cha Wanna Ride
Don't Cha Wanna Ride is een soullied dat is geschreven door de Engelse singer-songwriter Joss Stone, in samenwerking met Desmond Child, Betty Wright, Steve Greenberg en Mike Mangini voor Stones tweede studioalbum Mind, Body & Soul uit 2004. De single werd uitgebracht in juli 2005 in het Verenigd Koninkrijk en in augustus 2005 in de Verenigde Staten als de vierde en laatste single van het album. Het kwam in de UK Singles Chart, met als hoogste positie nummer 20. Het bleef daar vier weken in staan.

## Clip
De zomerse, feel-good clip van Don't Cha Wanna Ride, die werd geregisseerd door Wayne Isham, werd opgenomen in Santa Monica in Californië en werd uitgebracht in juni 2005. In de clip rijdt Stone in een Volkswagen Kever 1302 Cabriolet (waarnaar wordt verwezen in het refrein, door de zin "a car this fine don't pass your way everyday", wat betekent: "een auto die zo mooi is komt niet elke dag op je pad"). De Cabriolet is volgeplakt met bloemenstickers. Stone rijdt over de Pacific Coast Highway. Ze treedt ook op in de clip, die is opgenomen op de Santa Monica Pier.

## Afspeellijsten
CD voor VK
1. Don't Cha Wanna Ride – 3:31
2. The Right Time – 3:35

CD voor Europa
1. Don't Cha Wanna Ride – 3:31
2. Spoiled (Live in Irving Plaza) – 5:38
3. Fell in Love with a Boy (Live in Irving Plaza) – 4:14

DVD voor VK
1. Don't Cha Wanna Ride (video) – 3:31
2. Right to Be Wrong (Live tijdens de BRIT Awards in 2005) (video) – 4:30
3. Spoiled (Live in Irving Plaza) (video) – 5:38

VK 7" single
Kant A:
1. Don't Cha Wanna Ride - 3:31

Kant B:
1. The Right Time - 3:35

Promo single voor VK
1. Don't Cha Wanna Ride (ingekorte versie) – 3:04

## Notering in de hitlijsten
| Naam hitlijst (2005) | Hoogste positie |
| -------------------- | --------------- |
| Nederlandse Top 40   | 24              |
| Europese Top 100     | 67              |
| Euro 200             | 102             |
| Duitse hitlijst      | 100             |
| Italiaanse hitlijst  | 38              |
| Zwitserse hitlijst   | 93              |
| UK Singles Chart     | 20              |